# Gruppköp
Gruppköp eller groupbuy är ett fenomen som har uppkommit bland annat inom DIY Audiovärlden där ett antal intresserade personer initierar ett köp av komponenter och material som för en privatperson kan vara dyrt eller näst intill omöjligt på grund av pris eller minstakvantitetorder. Internetforumet DIY Audio har under årens lopp organiserat mängder med gruppköp gällande elektroniska komponenter och mönsterkort. Gruppköp förekommer dock inom en mängd intresseområden, allt från kläder till motorfordon.
Idag organiseras gruppköp bl.a. via webbtjänster som Let's deal.